# Edward Crisp Bullard
Sir Edward »Teddy« Crisp Bullard, FRS, angleški geofizik, * 21. september 1907, Norwich, grofija Norfolk, Anglija, † 3. april 1980, La Jolla, Kalifornija, ZDA.

## Življenje in delo
Bullard je študiral na Univerzi v Cambridgeu kjer je leta 1929 diplomiral iz fizike. Leta 1932 je doktoriral. Skupaj z ameriškim geologom Williamom Mauriceom Ewingom velja za začetnika pomorske geofizike. Raziskoval je tudi premikanje celin.

## Priznanja
Leta 1941 je postal član Kraljeve družbe iz Londona.

### Nagrade
Leta 1965 je prejel zlato medaljo Kraljeve astronomske družbe, leta 1967 mu je Londonska geološka družba podelila Wollastonovo medaljo za znanstvene dosežke na področju geologije, leta 1976 pa je prejel kraljevo medaljo Kraljeve družbe.
1. 1 2  SNAC — 2010.